# Ehinger Bibliothek
Die vormalige Ehinger Bibliothek aus Ehingen im Alb-Donau-Kreis in Baden-Württemberg, befindet sich seit Juni 2017 im Ungarischen Institut der Universität Regensburg und gehört zur Bibliothek der Universität.

## Geschichte
Die ursprünglich in Privatbesitz befindliche Spezialsammlung wurde durch die Gründung der gemeinnützigen Gesellschaft Ehinger Bibliothek – Ungarische Literatur in deutscher Sprache / Ehingeni könyvtár Magyar irodalom német nyelven am 31. Januar 2009 institutionalisiert.
Die EB wird seit ihrer Überführung aus Ehingen an den Geschäftssitz des Ungarischen Instituts München (UIM) in Regensburg im Juni 2017 unter der Bezeichnung „Sondersammlung Ungarische Literatur in deutscher Sprache“ (ULDS) als Teilbestand der Bibliothek des UIM vom Hungaricum – Ungarischen Institut der Universität Regensburg (HUI) betreut.
Sie umfasst ungarischer Literatur in deutscher Sprache. Die ursprünglich in Privatbesitz befindliche Spezialsammlung wurde durch die Gründung der gemeinnützigen Gesellschaft Ehinger Bibliothek – Ungarische Literatur in deutscher Sprache / Ehingeni könyvtár. Magyar irodalom német nyelven am 31. Januar 2009 institutionalisiert.

## Sammlung
Die Bibliothek umfasst inzwischen ungefähr 2500 Bücher von etwa 550 Autoren und Autorinnen, dazu Zeitschriften zu und über ungarische Literatur.
Der Gesamtbestand ist in verschiedene Themenbereiche gegliedert:
- Klassiker, auch wiederentdeckte und neu verlegte
- Historisches (Zweiter Weltkrieg, Holocaust, Vertreibung der Ungarndeutschen, Ungarnaufstand 1956, Exil, Wende)
- zeitgenössische Literatur
- Anthologien: Lyrik, Prosa
- Sachbücher aus Geschichte, Politik, Kunst

## Publikationen der Ehinger Bibliothek
- Gudrun Brzoska, Schriftstellerinnen mit ungarischen Wurzeln. Mit einem Vorwort von Imre Török, Herne : Schäfer, 2010, 382 Seiten. ISBN 978-3-933337-78-8 (Ehinger Bibliothek „Ungarische Literatur in deutscher Sprache“).

- Gudrun Brzoska / Zsuzsanna Klára Varga-Nagy, Das geheime Fotoalbum der Tante Ilona. Budapest 1956 und 2016. Mit zweisprachigen Beiträgen / Ilona néni titkos fotóalbuma. Budapest 1956 és 2016. Kétnyelvű kiadás. Bad Buchau : Federsee-Verlag, 2016. 88 Seiten, ca. 120 Fotos. ISBN 978-3-925171-83-3.

Zu den Aufgaben der Ehinger Bibliothek gehört weiterhin die literarische Bearbeitung und Auswertung der Werke und ihrer Autoren, daneben aber auch die Organisation literarischer Veranstaltungen und die Präsentation der Literatur in Form von öffentlichen Ausstellungen. Die Förderung deutsch-ungarischer Kulturbeziehungen – insbesondere im literarischen Bereich – ist dabei das vorrangige Ziel.
Das bereits in Ehingen begonnene Projekt, Stipendiaten die Möglichkeit zu geben, über einige Wochen in der Bibliothek für ihre eigenen Forschungen arbeiten zu können, wird in Regensburg fortgeführt. Die Ehinger Bibliothek wird als Sondersammlung der hungarologischen Bibliothek des UIM mit dieser in die Universitätsbibliothek Regensburg eingegliedert und im Regensburger Katalog erschließbar sein.